# Karátson Endre
 Karátson Endre (André K., álneve: Székely Boldizsár) (Budapest, 1933. szeptember 28. –) író, kritikus, irodalomtörténész, egyetemi tanár.

## Életpályája
Szülei: Karátson Jenő és Etter Klára (1898–1983) voltak. 1954-ben végzett az Idegen Nyelvek Főiskoláján. 1954–1956 között az Új Magyar Könyvkiadó lektora volt. 1956 óta Párizsban él. 1959-ben végzett az École normale supérieure-n Párizsban francia irodalom szakon. 1961–1968 között a Centre National de la Recherche Scientifique (CNRS – Nemzeti Tudományos Kutató Központ) kutatója volt. 1969-ben francia állami nagydoktorátust szerzett. 1969–1973 között a Clermont-Ferrand-i Egyetem professzora volt. 1973-tól 20 évig a Lille-i Egyetem összehasonlító irodalomtudományi professzora volt. 1993-ban emeritálták.
2022-ben megkapta a Magyar Érdemrend lovagkeresztje kitüntetést.

## Művei

### Magyarul
- Lelkigyakorlat (elbeszélések, 1967)
- Színhelyek (elbeszélések, 1980)
- Belső tilalomfák. Tanulmányok a társadalmi öncenzúráról (társszerkesztő, Neményi Ninonnal, 1982)
- Változás és állandóság. Tanulmányok a magyar polgári társadalomról (társszerkesztő, Várady Péterrel, 1989)
- Átvitt értelemben (elbeszélések, 1992)
- Baudelaire ajándéka (tanulmányok, 1994)
- Lélekvándorlás (novellák, 1995)
- In vitro (novellák, 1997)
- Első személyben (novellák, elbeszélés, párbeszéd, 2001)
- Otthonok I-II. (2007)
- Retúrjegy. Jó lakásom az irodalomban; Kalligram, Pozsony, 2012
- Az elbeszélő önkénye; Kalligram, Pozsony, 2014
- Más szóval. Tanulmányok, esszék, interjúk; Pesti Kalligram, Budapest, 2021

### Franciául
- Le symbolisme en Hongrie. L'influence de poétiques françaises sur la poésie hongroise dans le premier quart du XXe; siècle (magyarul: A szimbolizmus Magyarországon. A francia költészet hatása a XX. század első negyedének magyar költészetére) (1969)
- Edgar Allan Poe et le groupe des écivains du "Nyugat" en Hongrie (1971)
- Le mythe d'Etiemble (társszerkesztő, 1979)
- Déracinement et littérature (Jean Bessiere-vel, esszé, 1982)
- Schopenhauer et la création littéraire en Europe (Anne Henryval és Philippe Chardinnel, tanulmányok, 1989)
- Étes-vous damné, Monsieur Goya? (novellák, 1999)

## Műfordításai
- Georges Courteline: Aktavár (1957)

## Díjai
- A hollandiai Mikes Kelemen Kör díja (1998)
- Füst Milán-díj (1999)
- Márai Sándor-díj (2005)
- Szépíró-díj (2008)